# Juan Pedro Barcelona
Juan Pedro Barcelona  (Zaragoza, 1851-Zaragoza, 1906) fue un periodista y publicista español.

## Biografía
Nacido en Zaragoza en 1851 y de ideología republicana, fue autor de diferentes opúsculos políticos. En 1896 cesó en la dirección del periódico La Asamblea Federal. Miembro del Partido Republicano Federal, fue también redactor de publicaciones como El Cantón Aragonés, entre otras. Falleció en su ciudad natal el 21 de octubre de 1906, después de haber sido gravemente herido en un duelo unos días antes, en el que su rival, Benigno Varela, director de El Evangelio, habría disparado antes de tiempo.